# Scheusal (Film)
Scheusal ist ein deutsches Fernseh-Filmdrama  des Regisseurs Bodo Fürneisen aus dem Jahr 1992 mit Christine Schorn, Jutta Wachowiak, Walfriede Schmitt und Ursula Werner als nunmehr zerstrittene Schwestern in den Hauptrollen. Die Erstausstrahlung erfolgte am 6. Mai 1992 im Ersten. Produziert wurde der Film vom Mitteldeutschen Rundfunk.

## Handlung
In den 1950er Jahren waren die vier Schwestern Corinna, Carla, Constanze und Christiane als „Altmark-Spatzen“ Stars der Schlager-Musikszene. 30 Jahre später erzählen die Geschwister in einer TV-Sendung von Höhepunkten ihrer Karriere. Wenig später erreicht das Quartett ein Telegramm mit der Nachricht, dass ihr Vater im Sterben liegt. Im Krankenhaus angelangt, erfahren die Schwestern unangenehme Wahrheiten von ihrem Vater und werden mit Lügen konfrontiert, an denen auch ihre bereits verstorbene Mutter ihren Anteil hatte. Auch die Schwestern müssen verstehen, dass sie untereinander nicht ehrlich zueinander sind und sich hinter den Fassaden tiefe Abgründe auftun.

## Kritik
Die Kritiker der Fernsehzeitschrift TV Spielfilm gaben dem Krimidrama Scheusal zwei Punkte für die „Spannung“ und je einen von drei möglichen Punkten in der Kategorie „Anspruch“. Sie resümierten: „Bröckelnde Fassade als fesselndes Kammerspiel“. Der Film erhielt insgesamt die bestmögliche Wertung, Daumen nach oben.
Der Filmdienst meinte, Scheusal sei ein „ausgezeichnet gespieltes Kammerspiel, dass die persönlichen Schicksale geschickt mit den politischen Hintergründen verzahnt.“ Dabei wirke „die Metaphorik und Endzeitstimmung bisweilen etwas dick aufgetragen“.